# Schizotetranychus yoshimekii
Schizotetranychus yoshimekii är en spindeldjursart som beskrevs av Ehara och Wongsiri 1975. Schizotetranychus yoshimekii ingår i släktet Schizotetranychus och familjen Tetranychidae. Inga underarter finns listade i Catalogue of Life.